# Жерар Том
Жерар Том (на френски: Gerard Thom), с рождено име Пиер-Жерар дьо Мартиг (на френски: Pierre-Gérard de Martigues), известен и с имената Тен (фр. Tum), Тюн (фр. Tune), Тенк (фр. Tenque) и Тонк (фр. Tonque), както и с прозвищата Брат Жерар, Жерар Блажени, Жерар Благословени, е основател и пръв велик магистър на Ордена на рицарите-хоспиталиери на свети Йоан Кръстител. Той е начело на ордена в периода 1099 – 1120 година.
Смята се че е роден около 1040 г., като за рождено място се посочват различни места – Амалфи, Италия, Мартиг (където се намират част от мощите му, пренесени от Светите земи) в Прованс, графство Ено и други места.
До замонашването си е войник или търговец. Основава първите приюти (странноприемници-хоспитали) за поклонниците в Йерусалим по време на Първия кръстоносен поход, и основава монашеско братство, което впоследствие прераства във военно-духовен орден. Уставът на братството, което има за своя задача защита на поклонниците в Светите земи, е утвърден от папа Паскалий II през 1113 г., и става основа за образуването на ордена на хоспиталиерите, и е потвърден впоследствие и от папа Каликст II през 1120 г.,